# Samuel Wendell Williston
Samuel Wendell Williston, född 10 juli 1852 i Boston, död 30 augusti 1918 i Chicago, var en amerikansk paleontolog och entomolog.
Williston började sin bana med medicinska studier, men ägnade sig sedan åt geologi, särskilt vertebratpaleontologi. Han deltog i ett större antal expeditioner till centrala och västra Nordamerika föranstaltade av Othniel Charles Marsh, för att insamla lämningar av fossila ryggradsdjur. År 1880 blev han medicine doktor och var 1886–1890 professor i anatomi vid Yale University. Dessutom arbetade han i entomologin, särskilt med Diptera. Åren 1890–1902 var han professor i geologi vid University of Kansas i Lawrence och sammanförde där en rik samling av detta områdes fossila ryggradsdjur från karbon- och kritformationerna. År 1902 blev han innehavare av den nyinrättade lärostolen i paleontologi vid University of Chicago.